# Eurybia saxicastelli
Eurybia saxicastelli е вид многогодишно тревисто растение от семейство Сложноцветни (Asteraceae).

## Разпространение
Видът е разпространен в югоизточната част на Съединените щати (Кентъки и Тенеси).